# Antho circonflexa
Antho circonflexa är en svampdjursart som först beskrevs av Claude Lévi 1960.  Antho circonflexa ingår i släktet Antho och familjen Microcionidae. Inga underarter finns listade i Catalogue of Life.